# Transkavkazská magistrála
Transkavkazská magistrála (rusky Транскавка́зская магистра́ль, též Транскавка́зская автомагистра́ль, Транска́м, ТрансКАМ) je jedna ze silnic, spojujících Rusko se Zakavkazskem a jediná silnice, spojující přímo Rusko a Jižní Osetii. Vede z Vladikavkazu přes Cchinvali do Gori. Pod hlavním hřbetem Velkého Kavkazu prochází Rokským tunelem. Myšlenka postavit tuto silnici vznikla v 19. století. O její stavbě bylo rozhodnuto v roce 1971 a v listopadu 1981 byla dána do užívání. Ruská část se úředně nazývá silnice R-297. Vzhledem k nadmořské výšce bývá v zimních měsících neprůjezdná z důvodů povětrnostních a ohrožením lavinami.
Alternativní cestu východně od transkavkazské magistály tvoří gruzínská vojenská cesta.